# Desprecarización

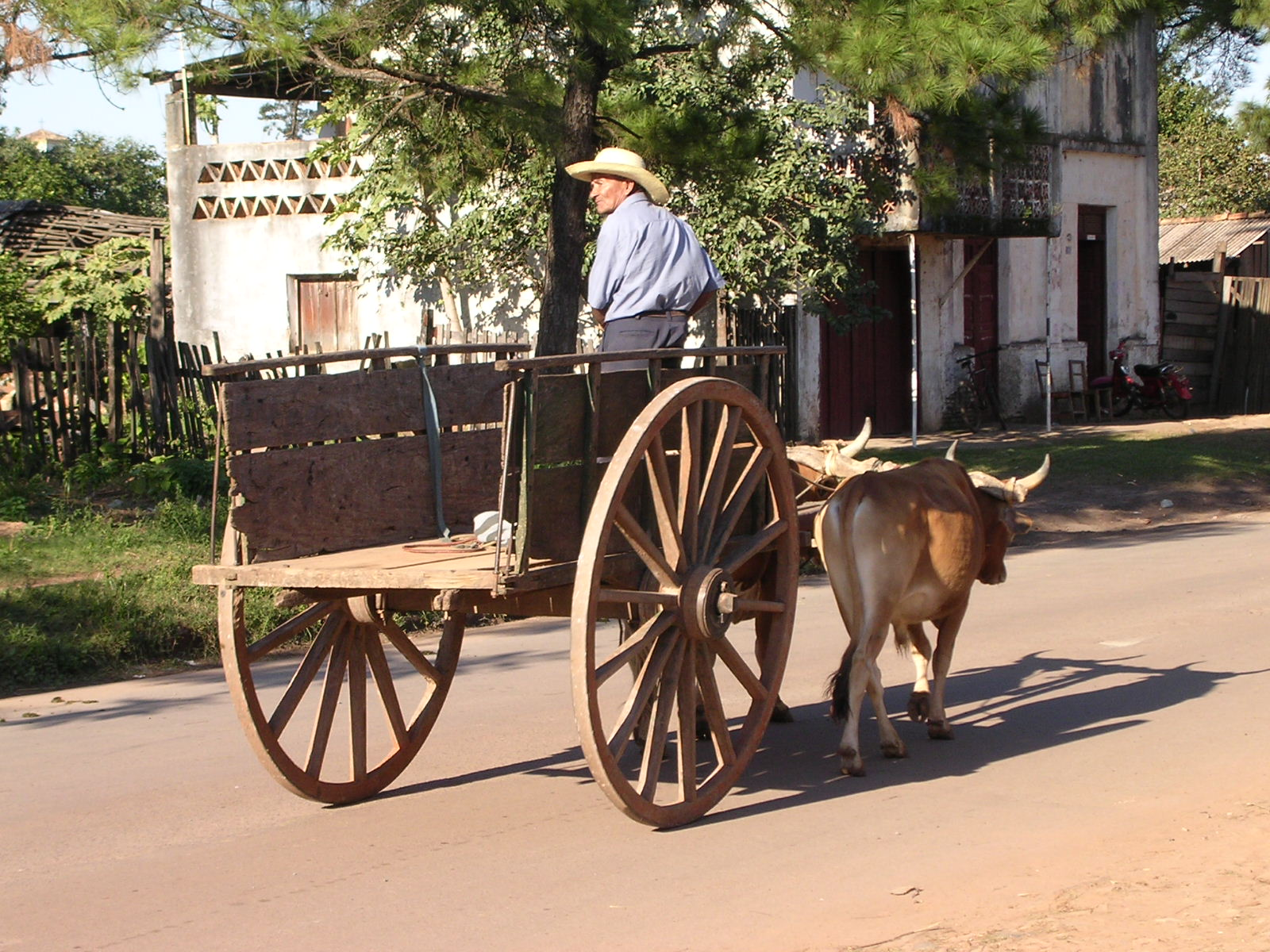
Carreta tradicional en Paraguay, primer país que emplea el término "desprecarización" en documentos oficiales.

La Secretaría de la Función Pública de Paraguay define la desprecarización como «el proceso de selección o Concurso Interno Institucional (CII) por el cual el personal contratado [temporalmente] es incorporado como funcionario permanente».
El término también se utiliza periodística y sindicalmente en Argentina.
En España este concepto se suele designar con la expresión "consolidación del empleo" o, menos habitualmente, "funcionarización". Se refiere a los empleados temporales de la administración pública, o interinos, que pasan a ser fijos.
La Real Academia Española no recoge "desprecarización" ni "desprecarizar", pero sí "precarizar": «convertir algo, especialmente el empleo, en precario, inseguro o de poca calidad».
Aunque por su significado intuitivo sería posible, no se conocen ejemplos de uso de "desprecarización" para designar la lucha contra la precariedad laboral injustificada en empresas privadas (encadenamiento de contratos temporales; despido antes del período vacacional y vuelta a contratar después de este, para no pagar las vacaciones; prolongación, a voluntad del empresario, del tiempo diario de trabajo establecido en el contrato; y, muchas veces en combinación con lo anterior, contratación a media jornada o incluso por horas cuando el empleado desearía trabajar a jornada completa y el empresario podría ofrecérsela). Esta lucha se suele designar por "calidad en el empleo" o "empleo de calidad".
No debe confundirse "desprecarización" con formalización. Aunque los dos términos designan una transición positiva de trabajadores sometidos a una situación injusta, antes de una desprecarización los trabajadores están formalizados (se encuentran inscritos en los correspondientes registros, Seguridad Social, etc., y también las empresas que los emplean), mientras que, antes de una formalización, los trabajadores, en mucha peor situación, o sus empresas, no se encuentran inscritos.